# Circonscription de Higgins
La circonscription de Higgins est une circonscription électorale australienne dans la proche banlieue sud-est de Melbourne au Victoria. La circonscription a été créée en 1949. Elle porte le nom de Henry Bournes Higgins, qui fut juge à la Haute Cour d'Australie. Elle comprend les quartiers de Toorak, Malvern, Armadale, Ashburton, Glen Iris et South Yarra. 
Elle est un siège assurée pour le Parti libéral.
Elle est la seule circonscription électorale fédérale australienne à avoir eu deux anciens premiers ministres d'Australie comme députés: Harold Holt et Sir John Gorton. De 1996 à 2007, Peter Costello a été trésorier de l'Australie et le chef adjoint du parti libéral.

## Représentants
| Nom                   | Parti        | Période de mandat |
| --------------------- | ------------ | ----------------- |
| Harold Holt           | Libéral      | 1949–1967         |
| John Gorton           | Libéral      | 1967–1975         |
| John Gorton           | Indépendant  | 1975-1975         |
| Roger Shipton         | Libéral      | 1975–1990         |
| Peter Costello        | Libéral      | 1990–2009         |
| Kelly O'Dwyer         | Libéral      | 2009–2019         |
| Katie Allen           | Libéral      | 2019–2022         |
| Michelle Ananda-Rajah | Travailliste | 2022–en cours     |